# RS-829
Pour les articles homonymes, voir Route 829.
La RS-829 est une route locale du Nord-Est de l'État du Rio Grande do Sul qui relie les districts Anarech et Fazenda Souza de la municipalité de Caxias do Sul, en coupant la BR-453. Elle est longue de 7,100 km.